# Grythyttans församling
Grythyttans församling är en församling i Bergslagens kontrakt, Västerås stift. Församlingen ligger i Hällefors kommun och utgör ett eget pastorat.

## Administrativ historik
Församlingen bildades 1633 genom en utbrytning ur Noraskoga församling, Färnebo församling och Karlskoga församling. 1644 utbröts Hällefors församling.
Församlingen var mellan 1644 och 1803 moderförsamling i pastoratet Grythyttan och Hällefors, för att därefter utgöra ett eget pastorat.

## Kyrkor
- Grythyttans kyrka